# 2024년 코파 아메리카 선수 명단
2024년 코파 아메리카는 2024년 6월 20일부터 7월 14일까지 미국에서 열린 국제 축구 대회이다. 대회에 참가한 16개의 국가대표팀은 최소 3명의 골키퍼를 포함한 26명의 선수 명단을 등록해야 한다. 또한 이 선수 명단에 등록된 선수만이 대회에 출전할 수 있다.
2024년 5월 16일, CONMEBOL은 최종 선수단을 23명에서 최대 26명으로 늘릴 것이라고 발표했다. 이번 결정은 일부 회원 협회의 요청에 따라 CONMEBOL 협의회를 통해 내려졌으며, 팀은 최소 23명에서 최대 26명으로 최종 명단을 구성할 수 있게 되었다.
각 대표팀은 COMET 시스템을 통해 최소 35명, 최대 55명 (골키퍼 4인 이상 포함)으로 구성된 임시 명단을 2024년 5월 5일 18:00 (UTC–4)까지 CONMEBOL에 제출해야 한다. (규정 제58조) 23인으로 구성된 최종 선수 명단은 대회 시작 일주일 전인 2024년 6월 12일 18:00 (UTC–4)까지 CONMEBOL에 제출해야 한다. 최종 명단의 선수는 해당 임시 명단에서 선발되어야 한다. (규정 제60조)
최종 명단이 제출되면 각 대표팀은 심각한 부상, 질병과 같은 의학적 사유로 인한 경우에만 대회 첫 경기 24시간 전까지 명단을 교체할 수 있다. 모든 대체 선수는 CONMEBOL 의료 위원회의 승인을 받아야 하며, 대체 선수 역시 임시 명단에서 선발되어야 한다. (규정 제71조)
임시 명단은 내부 용도로만 작성되었기 때문에 CONMEBOL에서 게시하지 않는다.
각 선수의 나이는 대회 첫 날인 2024년 6월 20일을 기준으로 하며, 각 선수의 출전 수와 골 수는 대회 시작 직전까지의 경기만 포함된다. 각 선수의 소속 클럽은 대회 시작 전에 마지막으로 경기를 치른 클럽을 기준으로 한다. 각 클럽의 국적은 클럽이 소속된 리그가 아닌 국가 협회를 반영한다. 각 국가대표팀과 국적이 다른 외국인 감독의 경우 해당 감독의 국적 깃발이 같이 표시되어 있다.

## A조

### 아르헨티나
- 감독: 리오넬 스칼로니

2024년 6월 15일, 아르헨티나는 26명으로 구성된 최종 명단을 발표하였다.
| 번호 | 위치 | 선수                     | 생년월일 (나이)        | 출전 | 득점 | 소속                |
| ---- | ---- | ------------------------ | ---------------------- | ---- | ---- | ------------------- |
| 1    | GK   | 프랑코 아르마니          | 1986년 10월 16일(37세) | 19   | 0    | 리버 플레이트       |
| 2    | DF   | 루카스 마르티네스 콰르타 | 1996년 5월 10일(28세)  | 14   | 0    | 피오렌티나          |
| 3    | DF   | 니콜라스 탈리아피코      | 1992년 8월 31일(31세)  | 57   | 1    | 리옹                |
| 4    | DF   | 곤살로 몬티엘            | 1997년 1월 1일(27세)   | 26   | 1    | 노팅엄 포리스트     |
| 5    | MF   | 레안드로 파레데스        | 1994년 6월 29일(29세)  | 62   | 5    | 로마                |
| 6    | DF   | 헤르만 페셀라            | 1991년 6월 27일(32세)  | 40   | 3    | 레알 베티스         |
| 7    | MF   | 로드리고 데 폴           | 1994년 5월 24일(30세)  | 64   | 2    | 아틀레티코 마드리드 |
| 8    | DF   | 마르코스 아쿠냐          | 1991년 10월 28일(32세) | 57   | 0    | 세비야              |
| 9    | FW   | 훌리안 알바레스          | 2000년 1월 31일(24세)  | 31   | 7    | 맨체스터 시티       |
| 10   | FW   | 리오넬 메시 (주장)       | 1987년 6월 24일(36세)  | 182  | 108  | 인터 마이애미       |
| 11   | FW   | 앙헬 디 마리아 (부주장)  | 1988년 2월 14일(36세)  | 140  | 31   | 벤피카              |
| 12   | GK   | 헤로니모 룰리            | 1992년 5월 20일(32세)  | 4    | 0    | 아약스              |
| 13   | DF   | 크리스티안 로메로        | 1998년 4월 27일(26세)  | 31   | 3    | 토트넘 홋스퍼       |
| 14   | MF   | 에세키엘 팔라시오스      | 1998년 10월 5일(25세)  | 29   | 0    | 바이어 레버쿠젠     |
| 15   | FW   | 니콜라스 곤살레스        | 1998년 4월 6일(26세)   | 34   | 5    | 피오렌티나          |
| 16   | MF   | 조바니 로 셀소           | 1996년 4월 9일(28세)   | 52   | 3    | 토트넘 홋스퍼       |
| 17   | FW   | 알레한드로 가르나초      | 2004년 7월 1일(19세)   | 5    | 0    | 맨체스터 유나이티드 |
| 18   | MF   | 기도 로드리게스          | 1994년 4월 12일(30세)  | 29   | 1    | 레알 베티스         |
| 19   | DF   | 니콜라스 오타멘디        | 1988년 2월 12일(36세)  | 112  | 6    | 벤피카              |
| 20   | MF   | 알렉시스 마크 알리스테르 | 1998년 12월 24일(25세) | 26   | 2    | 리버풀              |
| 21   | FW   | 발렌틴 카르보니          | 2005년 3월 5일(19세)   | 2    | 0    | 몬차                |
| 22   | FW   | 라우타로 마르티네스      | 1997년 8월 22일(26세)  | 58   | 24   | 인테르나치오날레    |
| 23   | GK   | 에밀리아노 마르티네스    | 1992년 9월 2일(31세)   | 39   | 0    | 애스턴 빌라         |
| 24   | MF   | 엔소 페르난데스          | 2001년 1월 17일(23세)  | 23   | 4    | 첼시                |
| 25   | DF   | 리산드로 마르티네스      | 1998년 1월 18일(26세)  | 18   | 0    | 맨체스터 유나이티드 |
| 26   | DF   | 나우엘 몰리나            | 1998년 4월 6일(26세)   | 38   | 1    | 아틀레티코 마드리드 |

### 페루
- 감독:  호르헤 포사티

2024년 6월 15일, 페루는 26명으로 구성된 최종 명단을 발표하였다. 미드필더 레나토 타피아는 행정 문제로 인해 대표팀에서 하차한다고 발표하였다.
| 번호 | 위치 | 선수                 | 생년월일 (나이)        | 출전 | 득점 | 소속                         |
| ---- | ---- | -------------------- | ---------------------- | ---- | ---- | ---------------------------- |
| 1    | GK   | 페드로 가예세        | 1990년 2월 23일(34세)  | 106  | 0    | 올랜도 시티                  |
| 2    | DF   | 루이스 아브람        | 1996년 2월 27일(28세)  | 41   | 1    | 애틀랜타 유나이티드          |
| 3    | DF   | 알도 코르소          | 1989년 5월 20일(35세)  | 51   | 0    | 우니베르시타리오             |
| 4    | DF   | 안데르손 산타마리아  | 1992년 1월 10일(32세)  | 28   | 0    | 산토스 라구나                |
| 5    | DF   | 카를로스 삼브라노    | 1989년 7월 10일(34세)  | 72   | 4    | 알리안사 리마                |
| 6    | DF   | 마르코스 로페스      | 1999년 11월 20일(24세) | 35   | 0    | 페예노르트                   |
| 7    | FW   | 안디 폴로            | 1994년 9월 29일(29세)  | 45   | 1    | 우니베르시타리오             |
| 8    | MF   | 세르히오 페냐        | 1995년 9월 28일(28세)  | 38   | 4    | 말뫼 FF                      |
| 9    | FW   | 파올로 게레로 (주장) | 1984년 1월 1일(40세)   | 119  | 39   | 우니베르시다드 세사르 바예호 |
| 10   | MF   | 크리스티안 쿠에바    | 1991년 11월 23일(32세) | 98   | 16   | FA                           |
| 11   | FW   | 브리안 레이나        | 1998년 8월 23일(25세)  | 10   | 2    | 벨그라노                     |
| 12   | GK   | 카를로스 카세다      | 1991년 9월 27일(32세)  | 8    | 0    | 멜가르                       |
| 13   | MF   | 헤수스 카스티요      | 2001년 6월 11일(23세)  | 9    | 1    | 질 비센트                    |
| 14   | FW   | 잔루카 라파둘라      | 1990년 2월 7일(34세)   | 33   | 9    | 칼리아리                     |
| 15   | DF   | 미겔 아라우호        | 1994년 10월 24일(29세) | 32   | 0    | 포틀랜드 팀버스              |
| 16   | MF   | 윌데르 카르타헤나    | 1994년 9월 23일(29세)  | 33   | 0    | 올랜도 시티                  |
| 17   | DF   | 루이스 아드빈쿨라    | 1990년 3월 2일(34세)   | 118  | 2    | 보카 주니어스                |
| 18   | FW   | 안드레 카리요        | 1991년 6월 14일(33세)  | 99   | 11   | 알카디시아                   |
| 19   | DF   | 올리베르 소네        | 2000년 11월 10일(23세) | 3    | 0    | 실케보르                     |
| 20   | FW   | 에디손 플로레스      | 1994년 5월 15일(30세)  | 73   | 16   | 우니베르시타리오             |
| 21   | GK   | 디에고 로메로        | 2001년 8월 17일(22세)  | 0    | 0    | 우니베르시타리오             |
| 22   | DF   | 알렉산데르 카옌스    | 1992년 5월 4일(32세)   | 41   | 1    | AEK 아테네                   |
| 23   | MF   | 피에로 키스페        | 2001년 8월 14일(22세)  | 6    | 1    | UNAM                         |
| 24   | FW   | 호세 리베라          | 1997년 5월 8일(27세)   | 3    | 0    | 우니베르시타리오             |
| 25   | FW   | 주앙 그리말도        | 2003년 2월 20일(21세)  | 7    | 1    | 스포르팅 크리스탈            |
| 26   | FW   | 프랑코 사넬라토      | 2000년 5월 9일(24세)   | 4    | 0    | 알리안사 리마                |

### 칠레
- 감독:  리카르도 가레카

2024년 5월 5일, 칠레는 55명의 임시 명단을 발표했다. 6월 13일, 26인으로 구성된 최종 명단이 발표되었다.
| 번호 | 위치 | 선수                     | 생년월일 (나이)        | 출전 | 득점 | 소속                   |
| ---- | ---- | ------------------------ | ---------------------- | ---- | ---- | ---------------------- |
| 1    | GK   | 클라우디오 브라보 (주장) | 1983년 4월 13일(41세)  | 148  | 0    | 레알 베티스            |
| 2    | DF   | 가브리엘 수아소          | 1997년 8월 9일(26세)   | 25   | 0    | 툴루즈                 |
| 3    | DF   | 기예르모 마리판          | 1994년 5월 6일(30세)   | 47   | 2    | 모나코                 |
| 4    | DF   | 마우리시오 이슬라        | 1988년 6월 12일(36세)  | 139  | 5    | 인데펜디엔테           |
| 5    | DF   | 파울로 디아스            | 1994년 8월 25일(29세)  | 46   | 1    | 리버 플레이트          |
| 6    | DF   | 토마스 갈다메스          | 1998년 11월 20일(25세) | 0    | 0    | 고도이 크루스          |
| 7    | MF   | 마르셀리노 누녜스        | 2000년 3월 1일(24세)   | 25   | 5    | 노리치 시티            |
| 8    | FW   | 다리오 오소리오          | 2004년 1월 24일(20세)  | 8    | 1    | 미트윌란               |
| 9    | FW   | 빅토르 다빌라            | 1997년 11월 4일(26세)  | 11   | 3    | CSKA 모스크바          |
| 10   | FW   | 알렉시스 산체스          | 1988년 12월 19일(35세) | 163  | 51   | 인테르나치오날레       |
| 11   | FW   | 에두아르도 바르가스      | 1989년 11월 20일(34세) | 109  | 42   | 아틀레치쿠 미네이루    |
| 12   | GK   | 가브리엘 아리아스        | 1987년 9월 13일(36세)  | 16   | 0    | 라싱                   |
| 13   | MF   | 에리크 풀가르            | 1994년 1월 15일(30세)  | 49   | 4    | 플라멩구               |
| 14   | FW   | 크리스티안 사발라        | 1999년 8월 3일(24세)   | 3    | 0    | 콜로-콜로              |
| 15   | MF   | 디에고 발데스            | 1994년 1월 30일(30세)  | 31   | 2    | 아메리카               |
| 16   | DF   | 이고르 리치노프스키      | 1994년 3월 7일(30세)   | 10   | 0    | 아메리카               |
| 17   | MF   | 에스테반 파베스          | 1990년 5월 1일(34세)   | 13   | 0    | 콜로-콜로              |
| 18   | MF   | 로드리고 에체베리아      | 1995년 4월 17일(29세)  | 11   | 1    | 우라칸                 |
| 19   | FW   | 마르코스 볼라도스        | 1996년 2월 28일(28세)  | 7    | 2    | 콜로-콜로              |
| 20   | FW   | 막시밀리아노 게레로      | 2000년 1월 15일(24세)  | 1    | 0    | 우니베르시다드 데 칠레 |
| 21   | DF   | 마티아스 카탈란          | 1992년 8월 19일(31세)  | 7    | 0    | 타예레스               |
| 22   | FW   | 벤 브레레톤 디아스       | 1999년 4월 18일(25세)  | 30   | 7    | 셰필드 유나이티드      |
| 23   | GK   | 브라얀 코르테스          | 1995년 3월 11일(29세)  | 16   | 0    | 콜로-콜로              |
| 24   | MF   | 세사르 페레스            | 2002년 11월 29일(21세) | 3    | 0    | 우니온 라칼레라        |
| 25   | DF   | 베냐민 쿠스체비치        | 1996년 5월 2일(28세)   | 8    | 0    | 포르탈레자             |
| 26   | DF   | 니콜라스 페르난데스      | 1999년 8월 3일(24세)   | 2    | 0    | 아우닥스 이탈리아노    |

### 캐나다
- 감독:  제시 마시

2024년 6월 15일, 캐나다는 최종 명단을 발표하였다. 주니어 호일렛이 부상으로 대표팀에서 이탈하여 조엘 워터먼이 대체 선수로 소집되었다.
| 번호 | 위치 | 선수                   | 생년월일 (나이)        | 출전 | 득점 | 소속                   |
| ---- | ---- | ---------------------- | ---------------------- | ---- | ---- | ---------------------- |
| 1    | GK   | 데인 세인트클레어      | 1997년 5월 9일(27세)   | 5    | 0    | 미네소타 유나이티드    |
| 2    | DF   | 앨리스테어 존스턴      | 1998년 10월 8일(25세)  | 42   | 1    | 셀틱                   |
| 3    | DF   | 뤽 드 푸제롤           | 2005년 10월 12일(18세) | 1    | 0    | 풀럼                   |
| 4    | DF   | 카말 밀러              | 1997년 5월 16일(27세)  | 43   | 0    | 포틀랜드 팀버스        |
| 5    | DF   | 조엘 워터먼            | 1996년 1월 24일(28세)  | 3    | 0    | CF 몽레알              |
| 6    | MF   | 사뮈엘 피에트          | 1994년 11월 12일(29세) | 69   | 0    | CF 몽레알              |
| 7    | MF   | 스테픈 유스타키오      | 1996년 12월 21일(27세) | 37   | 4    | 포르투                 |
| 8    | MF   | 이스마엘 코네          | 2002년 6월 16일(22세)  | 19   | 2    | 왓퍼드                 |
| 9    | FW   | 카일 래린              | 1995년 4월 17일(29세)  | 68   | 29   | 마요르카               |
| 10   | FW   | 조너선 데이비드        | 2000년 1월 14일(24세)  | 48   | 26   | 릴                     |
| 11   | FW   | 시오 베어              | 1999년 8월 27일(24세)  | 2    | 1    | 머더웰                 |
| 12   | FW   | 제이슨 러셀로          | 2002년 9월 13일(21세)  | 5    | 0    | 콜럼버스 크루          |
| 13   | DF   | 데릭 코닐리어스        | 1997년 11월 25일(26세) | 20   | 0    | 말뫼 FF                |
| 14   | FW   | 제이콥 샤펠버그        | 1999년 11월 26일(24세) | 10   | 2    | 내슈빌 SC              |
| 15   | DF   | 모이즈 봄비토          | 2000년 3월 30일(24세)  | 6    | 0    | 콜로라도 래피즈        |
| 16   | GK   | 막심 크레포            | 1994년 4월 11일(30세)  | 17   | 0    | 포틀랜드 팀버스        |
| 17   | FW   | 테이존 뷰캐넌          | 1999년 2월 8일(25세)   | 38   | 4    | 인테르나치오날레       |
| 18   | GK   | 톰 맥길                | 2000년 3월 25일(24세)  | 0    | 0    | 브라이턴 & 호브 앨비언 |
| 19   | DF   | 알폰소 데이비스 (주장) | 2000년 11월 2일(23세)  | 47   | 15   | 바이에른 뮌헨          |
| 20   | DF   | 알리 아메드            | 2000년 10월 10일(23세) | 4    | 0    | 밴쿠버 화이트캡스      |
| 21   | MF   | 조너선 오소리오        | 1992년 6월 12일(32세)  | 72   | 9    | 토론토 FC              |
| 22   | DF   | 리치 라레이아          | 1995년 1월 7일(29세)   | 49   | 1    | 토론토 FC              |
| 23   | FW   | 리엄 밀라              | 1999년 9월 27일(24세)  | 26   | 1    | 프레스턴 노스 엔드     |
| 24   | MF   | 마티외 슈아니에르      | 1999년 2월 7일(25세)   | 3    | 0    | CF 몽레알              |
| 25   | FW   | 타니 올루와세이        | 2000년 5월 15일(24세)  | 1    | 0    | 미네소타 유나이티드    |
| 26   | DF   | 카일 히버트            | 1997년 7월 30일(26세)  | 2    | 0    | 세인트루이스 시티      |

## B조

### 멕시코
- 감독: 하이메 로사노

2024년 5월 10일, 멕시코는 31명의 임시 명단을 발표했다. 6월 11일, 멕시코는 알렉시스 페냐, 호르단 카리요, 안드레스 몬타뇨, 페르난도 벨트란, 빅토르 구스만이 최종 명단에서 제외된다고 발표하였으며, 6월 14일에 최종 명단이 발표되었다.
| 번호 | 위치 | 선수                   | 생년월일 (나이)        | 출전 | 득점 | 소속                |
| ---- | ---- | ---------------------- | ---------------------- | ---- | ---- | ------------------- |
| 1    | GK   | 훌리오 곤살레스        | 1991년 4월 23일(33세)  | 0    | 0    | UNAM                |
| 2    | DF   | 호르헤 산체스          | 1997년 12월 10일(26세) | 41   | 1    | 포르투              |
| 3    | DF   | 세사르 몬테스          | 1997년 2월 24일(27세)  | 44   | 1    | 알메리아            |
| 4    | MF   | 에드손 알바레스 (주장) | 1997년 10월 24일(26세) | 76   | 5    | 웨스트햄 유나이티드 |
| 5    | DF   | 호안 바스케스          | 1998년 10월 22일(25세) | 22   | 1    | 제노아              |
| 6    | DF   | 헤라르도 아르테아가    | 1998년 9월 7일(25세)   | 22   | 1    | 몬테레이            |
| 7    | MF   | 루이스 로모            | 1995년 6월 5일(29세)   | 44   | 3    | 몬테레이            |
| 8    | MF   | 카를로스 로드리게스    | 1997년 1월 3일(27세)   | 48   | 0    | 크루스 아술         |
| 9    | FW   | 훌리안 키뇨네스        | 1997년 3월 24일(27세)  | 3    | 1    | 아메리카            |
| 10   | FW   | 알렉시스 베가          | 1997년 11월 25일(26세) | 27   | 6    | 톨루카              |
| 11   | FW   | 산티아고 히메네스      | 2001년 4월 18일(23세)  | 25   | 4    | 페예노르트          |
| 12   | GK   | 카를로스 아세베도      | 1996년 4월 19일(28세)  | 6    | 0    | 산토스 라구나       |
| 13   | DF   | 헤수스 오로스코        | 2002년 2월 19일(22세)  | 2    | 0    | 과달라하라          |
| 14   | MF   | 에리크 산체스          | 1999년 9월 27일(24세)  | 27   | 3    | 파추카              |
| 15   | FW   | 우리엘 안투나          | 1997년 8월 21일(26세)  | 59   | 13   | 크루스 아술         |
| 16   | MF   | 호르디 코르티소        | 1996년 6월 30일(27세)  | 26   | 3    | 몬테레이            |
| 17   | MF   | 오르벨린 피네다        | 1996년 3월 24일(28세)  | 68   | 10   | AEK 아테네          |
| 18   | FW   | 마르셀로 플로레스      | 2003년 10월 1일(20세)  | 3    | 0    | UANL                |
| 19   | DF   | 이스라엘 레예스        | 2000년 5월 23일(24세)  | 14   | 2    | 아메리카            |
| 20   | DF   | 브리안 가르시아        | 1997년 10월 31일(26세) | 1    | 0    | 톨루카              |
| 21   | FW   | 세사르 우에르타        | 2000년 12월 3일(23세)  | 6    | 1    | UNAM                |
| 22   | FW   | 기예르모 마르티네스    | 1995년 3월 15일(29세)  | 1    | 1    | UNAM                |
| 23   | GK   | 라울 랑헬              | 2000년 2월 25일(24세)  | 0    | 0    | 과달라하라          |
| 24   | MF   | 루이스 차베스          | 1996년 1월 15일(28세)  | 30   | 4    | 디나모 모스크바     |
| 25   | MF   | 로베르토 알바라도      | 1998년 9월 7일(25세)   | 43   | 5    | 과달라하라          |
| 26   | DF   | 브리안 곤살레스        | 2003년 4월 10일(21세)  | 1    | 0    | 파추카              |

### 에콰도르
- 감독:  펠릭스 산체스

2024년 5월 29일, 에콰도르는 26인으로 구성된 최종 명단을 발표했다.
| 번호 | 위치 | 선수                   | 생년월일 (나이)        | 출전 | 득점 | 소속                      |
| ---- | ---- | ---------------------- | ---------------------- | ---- | ---- | ------------------------- |
| 1    | GK   | 에르난 갈린데스        | 1987년 3월 30일(37세)  | 19   | 0    | 우라칸                    |
| 2    | DF   | 펠릭스 토레스          | 1997년 1월 11일(27세)  | 32   | 5    | 코린치앙스                |
| 3    | DF   | 피에로 인카피에        | 2002년 1월 9일(22세)   | 32   | 1    | 바이어 레버쿠젠           |
| 4    | DF   | 호엘 오르도녜스        | 2004년 4월 21일(20세)  | 2    | 0    | 클뤼프 브뤼허             |
| 5    | MF   | 호세 시푸엔테스        | 1999년 3월 12일(25세)  | 21   | 0    | 크루제이루                |
| 6    | DF   | 윌리안 파초            | 2001년 10월 16일(22세) | 11   | 2    | 아인트라흐트 프랑크푸르트 |
| 7    | DF   | 라얀 루르              | 2001년 5월 23일(23세)  | 1    | 0    | 우니베르시다드 카톨리카   |
| 8    | MF   | 카를로스 그루에소      | 1995년 4월 19일(29세)  | 58   | 1    | 산호세 어스퀘이크스       |
| 9    | MF   | 존 예보아              | 2000년 6월 23일(23세)  | 2    | 2    | 라쿠프 쳉스토호바         |
| 10   | MF   | 켄드리 파에스          | 2007년 5월 4일(17세)   | 8    | 1    | 인데펜디엔테 델 바예      |
| 11   | FW   | 케빈 로드리게스        | 2000년 3월 4일(24세)   | 12   | 1    | 위니옹 SG                 |
| 12   | GK   | 모이세스 라미레스      | 2000년 9월 9일(23세)   | 6    | 0    | 인데펜디엔테 델 바예      |
| 13   | FW   | 에네르 발렌시아 (주장) | 1989년 11월 4일(34세)  | 85   | 41   | 인테르나시오나우          |
| 14   | MF   | 알란 민다              | 2003년 5월 14일(21세)  | 3    | 0    | 세르클러 브뤼허           |
| 15   | MF   | 앙헬 메나              | 1988년 1월 21일(36세)  | 58   | 8    | 레온                      |
| 16   | MF   | 헤레미 사르미엔토      | 2002년 6월 16일(22세)  | 16   | 0    | 입스위치 타운             |
| 17   | DF   | 앙헬로 프레시아도      | 1998년 2월 18일(26세)  | 38   | 0    | 스파르타 프라하           |
| 18   | MF   | 주앙 오르티스          | 1996년 5월 1일(28세)   | 9    | 0    | 인데펜디엔테 델 바예      |
| 19   | FW   | 호르디 카이세도        | 1997년 11월 18일(26세) | 14   | 3    | 아틀라스                  |
| 20   | MF   | 하네르 코로소          | 1995년 9월 8일(28세)   | 4    | 1    | 바르셀로나                |
| 21   | MF   | 알란 프랑코            | 1998년 8월 21일(25세)  | 35   | 1    | 아틀레치쿠 미네이루       |
| 22   | GK   | 알렉산데르 도밍게스    | 1987년 6월 5일(37세)   | 73   | 0    | LDU 키토                  |
| 23   | MF   | 모이세스 카이세도      | 2001년 11월 2일(22세)  | 41   | 3    | 첼시                      |
| 24   | DF   | 호세 우르타도          | 2001년 12월 23일(22세) | 8    | 0    | 레드불 브라간치누         |
| 25   | DF   | 작손 포로소            | 2000년 8월 4일(23세)   | 8    | 0    | 카슴파샤                  |
| 26   | DF   | 안드레스 미콜타        | 1999년 7월 6일(24세)   | 1    | 0    | 파추카                    |

### 베네수엘라
- 감독:  페르난도 바티스타

2024년 5월 13일, 베네수엘라는 47명의 예비 명단을 발표했다. 5월 28일, 예비 명단이 30인으로 축소되었다. 6월 15일, 26인으로 구성된 최종 명단이 발표되었다.
| 번호 | 위치 | 선수                         | 생년월일 (나이)        | 출전 | 득점 | 소속                    |
| ---- | ---- | ---------------------------- | ---------------------- | ---- | ---- | ----------------------- |
| 1    | GK   | 호엘 그라테롤                | 1997년 2월 13일(27세)  | 12   | 0    | 아메리카 데 칼리        |
| 2    | DF   | 나우엘 페라레시              | 1998년 11월 19일(25세) | 25   | 1    | 상파울루                |
| 3    | DF   | 요르단 오소리오              | 1994년 5월 10일(30세)  | 29   | 0    | 파르마                  |
| 4    | DF   | 혼 아람부루                  | 2002년 7월 23일(21세)  | 3    | 0    | 레알 소시에다드         |
| 5    | DF   | 존 찬셀로르                  | 1992년 1월 2일(32세)   | 37   | 3    | 메트로폴리타노스        |
| 6    | MF   | 양헬 에레라                  | 1998년 1월 7일(26세)   | 34   | 3    | 지로나                  |
| 7    | MF   | 헤페르손 사바리노            | 1996년 11월 11일(27세) | 38   | 3    | 보타포구                |
| 8    | MF   | 토마스 링콘 (주장)           | 1988년 1월 13일(36세)  | 132  | 1    | 산투스                  |
| 9    | FW   | 혼데르 카디스                | 1995년 7월 29일(28세)  | 7    | 0    | 파말리캉                |
| 10   | MF   | 예페르손 소텔도              | 1997년 6월 30일(26세)  | 38   | 4    | 그레미우                |
| 11   | MF   | 다르윈 마치스                | 1993년 2월 7일(31세)   | 45   | 11   | 카디스                  |
| 12   | GK   | 호세 콘트레라스              | 1994년 10월 20일(29세) | 6    | 0    | 아길라스 도라다스       |
| 13   | MF   | 호세 안드레스 마르티네스     | 1994년 9월 7일(29세)   | 28   | 0    | 필라델피아 유니언       |
| 14   | DF   | 크리스티안 마쿤              | 2000년 3월 5일(24세)   | 10   | 0    | 아노르토시스 파마구스타 |
| 15   | DF   | 미겔 나바로                  | 1999년 1월 26일(25세)  | 11   | 0    | 타예레스                |
| 16   | MF   | 텔라스코 세고비아            | 2003년 4월 2일(21세)   | 2    | 0    | 카사 피아               |
| 17   | MF   | 마티아스 라카바              | 2002년 10월 24일(21세) | 0    | 0    | 비젤라                  |
| 18   | MF   | 크리스티안 카세레스 주니오르 | 2000년 1월 20일(24세)  | 28   | 0    | 툴루즈                  |
| 19   | FW   | 에리크 라미레스              | 1998년 11월 20일(25세) | 9    | 1    | 아틀레티코 나시오날     |
| 20   | DF   | 윌케르 앙헬                  | 1993년 3월 18일(31세)  | 36   | 2    | 크리시우마              |
| 21   | DF   | 알렉산데르 곤살레스          | 1992년 11월 13일(31세) | 68   | 2    | 에멜레크                |
| 22   | GK   | 라파엘 로모                  | 1990년 2월 25일(34세)  | 20   | 0    | 우니베르시다드 카톨리카 |
| 23   | FW   | 살로몬 론돈                  | 1989년 9월 16일(34세)  | 104  | 41   | 파추카                  |
| 24   | MF   | 케르빈 안드라데              | 2005년 4월 13일(19세)  | 1    | 0    | 포르탈레자              |
| 25   | MF   | 에두아르드 베요              | 1995년 8월 20일(28세)  | 14   | 2    | 마사틀란                |
| 26   | MF   | 다니엘 페레이라              | 2000년 7월 14일(23세)  | 4    | 0    | 오스틴 FC               |

### 자메이카
- 감독:  헤이미르 하들그림손

2024년 6월 12일, 자메이카는 26명으로 구성된 최종 명단을 발표하였다. 그러나 레온 베일리는 자메이카 축구 연맹과의 의견차로 소집을 거부했고, 선수단은 25인으로 축소되었다.
| 번호 | 위치 | 선수                   | 생년월일 (나이)        | 출전 | 득점 | 소속                 |
| ---- | ---- | ---------------------- | ---------------------- | ---- | ---- | -------------------- |
| 1    | GK   | 샤콴 데이비스          | 2000년 11월 11일(23세) | 1    | 0    | 마운트 플레전트      |
| 2    | DF   | 덱스터 렘비키사        | 2003년 11월 4일(20세)  | 16   | 1    | 하트 오브 미들로디언 |
| 3    | DF   | 마이클 헥터            | 1992년 7월 19일(31세)  | 42   | 0    | 찰턴 애슬레틱        |
| 4    | DF   | 리처드 킹              | 2001년 11월 27일(22세) | 16   | 0    | 캐벌리어             |
| 5    | DF   | 에단 피노크            | 1993년 5월 29일(31세)  | 10   | 0    | 브렌트퍼드           |
| 6    | DF   | 디숀 버나드            | 2000년 10월 14일(23세) | 14   | 1    | 셰필드 웬즈데이      |
| 7    | FW   | 데마라이 그레이        | 1996년 6월 28일(27세)  | 11   | 5    | 알이티파크           |
| 8    | FW   | 카하임 딕슨            | 2004년 10월 4일(19세)  | 2    | 0    | 아넷 가든스          |
| 9    | FW   | 미카일 안토니오        | 1990년 3월 28일(34세)  | 15   | 3    | 웨스트햄 유나이티드  |
| 10   | MF   | 바비 데코르도바리드    | 1993년 2월 2일(31세)   | 30   | 6    | 풀럼                 |
| 11   | FW   | 샤머 니콜슨            | 1997년 2월 16일(27세)  | 47   | 19   | 클레르몽             |
| 12   | DF   | 웨스 하딩              | 1996년 10월 20일(27세) | 2    | 0    | 밀월                 |
| 13   | GK   | 코니아 보이스클라크    | 2003년 3월 1일(21세)   | 1    | 0    | 레딩                 |
| 14   | MF   | 케이시 파머            | 1996년 11월 9일(27세)  | 5    | 0    | 코번트리 시티        |
| 15   | MF   | 조엘 라티보디에어      | 2000년 1월 6일(24세)   | 14   | 0    | 코번트리 시티        |
| 16   | MF   | 카로이 앤더슨          | 2004년 10월 1일(19세)  | 6    | 0    | 찰턴 애슬레틱        |
| 17   | DF   | 데이미언 로            | 1993년 5월 5일(31세)   | 62   | 3    | 필라델피아 유니언    |
| 18   | MF   | 알렉스 마셜            | 1998년 2월 24일(26세)  | 13   | 0    | 포트모어 유나이티드  |
| 19   | MF   | 케본 램버트            | 1997년 3월 22일(27세)  | 27   | 0    | 레알 솔트레이크      |
| 20   | FW   | 레날도 세파스          | 1999년 12월 8일(24세)  | 4    | 0    | 앙카라귀쥐           |
| 21   | DF   | 존 벨                  | 1997년 8월 26일(26세)  | 1    | 0    | 시애틀 사운더스      |
| 22   | DF   | 그레그 리              | 1994년 9월 30일(29세)  | 15   | 1    | 옥스퍼드 유나이티드  |
| 23   | GK   | 자말리 웨이트          | 1998년 12월 24일(25세) | 9    | 0    | 엘패소 로코모티브    |
| 24   | GK   | 안드레 블레이크 (주장) | 1990년 11월 21일(33세) | 72   | 0    | 필라델피아 유니언    |
| 25   | DF   | 아마리 벨              | 1994년 5월 5일(30세)   | 16   | 1    | 루턴 타운            |

## C조

### 미국
- 감독: 그레그 버홀터

2024년 6월 14일, 미국은 26명으로 구성된 최종 명단을 발표하였다.
| 번호 | 위치 | 선수                   | 생년월일 (나이)        | 출전 | 득점 | 소속                    |
| ---- | ---- | ---------------------- | ---------------------- | ---- | ---- | ----------------------- |
| 1    | GK   | 맷 터너                | 1994년 6월 24일(29세)  | 41   | 0    | 노팅엄 포리스트         |
| 2    | DF   | 캐머런 카터비커스      | 1997년 12월 31일(26세) | 17   | 0    | 셀틱                    |
| 3    | DF   | 크리스 리처즈          | 2000년 3월 28일(24세)  | 18   | 1    | 크리스털 팰리스         |
| 4    | MF   | 타일러 애덤스          | 1999년 2월 14일(25세)  | 39   | 2    | 본머스                  |
| 5    | DF   | 앤토니 로빈슨          | 1997년 8월 8일(26세)   | 43   | 4    | 풀럼                    |
| 6    | MF   | 유누스 무사            | 2002년 11월 29일(21세) | 37   | 0    | 밀란                    |
| 7    | MF   | 지오바니 레이나        | 2002년 11월 13일(21세) | 28   | 8    | 노팅엄 포리스트         |
| 8    | MF   | 웨스턴 매케니          | 1998년 8월 28일(25세)  | 53   | 11   | 유벤투스                |
| 9    | FW   | 리카르도 페피          | 2003년 1월 9일(21세)   | 25   | 10   | PSV 에인트호번          |
| 10   | FW   | 크리스천 풀리식 (주장) | 1998년 9월 18일(25세)  | 68   | 29   | 밀란                    |
| 11   | FW   | 브렌든 에런슨          | 2000년 10월 22일(23세) | 41   | 8    | 우니온 베를린           |
| 12   | DF   | 마일스 로빈슨          | 1997년 3월 14일(27세)  | 29   | 3    | FC 신시내티             |
| 13   | DF   | 팀 림                  | 1987년 10월 5일(36세)  | 58   | 1    | 풀럼                    |
| 14   | MF   | 루카 데 라 토레        | 1998년 5월 23일(26세)  | 21   | 0    | 셀타 비고               |
| 15   | MF   | 조니 카르도주          | 2001년 9월 20일(22세)  | 13   | 0    | 레알 베티스             |
| 16   | DF   | 샤크 무어              | 1996년 11월 2일(27세)  | 19   | 1    | 내슈빌 SC               |
| 17   | MF   | 말릭 틸만              | 2002년 5월 28일(22세)  | 11   | 0    | PSV 에인트호번          |
| 18   | GK   | 이선 호바스            | 1995년 6월 9일(29세)   | 9    | 0    | 카디프 시티             |
| 19   | FW   | 하지 라이트            | 1998년 3월 27일(26세)  | 10   | 4    | 코번트리 시티           |
| 20   | FW   | 폴라린 발로건          | 2001년 7월 3일(22세)   | 12   | 3    | 모나코                  |
| 21   | FW   | 티머시 웨아            | 2000년 2월 22일(24세)  | 39   | 6    | 유벤투스                |
| 22   | DF   | 조 스캘리              | 2002년 12월 31일(21세) | 11   | 0    | 보루시아 묀헨글라트바흐 |
| 23   | DF   | 크리스토퍼 룬          | 2002년 5월 14일(22세)  | 3    | 0    | 팔레르모                |
| 24   | DF   | 마크 맥켄지            | 1999년 2월 25일(25세)  | 13   | 0    | 헹크                    |
| 25   | GK   | 션 존슨                | 1989년 5월 31일(35세)  | 13   | 0    | 토론토 FC               |
| 26   | FW   | 조시 사전트            | 2000년 2월 20일(24세)  | 23   | 5    | 노리치 시티             |

### 우루과이
- 감독:  마르셀로 비엘사

2024년 6월 8일, 우루과이는 26명으로 구성된 최종 명단을 발표하였다.
| 번호 | 위치 | 선수                       | 생년월일 (나이)        | 출전 | 득점 | 소속                  |
| ---- | ---- | -------------------------- | ---------------------- | ---- | ---- | --------------------- |
| 1    | GK   | 세르히오 로체트            | 1993년 3월 23일(31세)  | 19   | 0    | 인테르나시오나우      |
| 2    | DF   | 호세 히메네스 (주장)       | 1995년 1월 20일(29세)  | 84   | 8    | 아틀레티코 마드리드   |
| 3    | DF   | 세바스티안 카세레스        | 1999년 8월 18일(24세)  | 12   | 0    | 아메리카              |
| 4    | DF   | 로날드 아라우호            | 1999년 3월 7일(25세)   | 16   | 1    | 바르셀로나            |
| 5    | MF   | 마누엘 우가르테            | 2001년 4월 11일(23세)  | 16   | 0    | 파리 생제르맹         |
| 6    | MF   | 로드리고 벤탕쿠르          | 1997년 6월 25일(26세)  | 59   | 1    | 토트넘 홋스퍼         |
| 7    | MF   | 니콜라스 데 라 크루스      | 1997년 6월 1일(27세)   | 26   | 5    | 플라멩구              |
| 8    | MF   | 나이탄 난데스              | 1995년 12월 28일(28세) | 56   | 0    | 칼리아리              |
| 9    | FW   | 루이스 수아레스            | 1987년 1월 24일(37세)  | 138  | 68   | 인터 마이애미         |
| 10   | MF   | 히오르히안 데 아라스카에타 | 1994년 6월 1일(30세)   | 46   | 10   | 플라멩구              |
| 11   | FW   | 파쿤도 펠리스트리          | 2001년 12월 20일(22세) | 20   | 1    | 그라나다              |
| 12   | GK   | 프랑코 이스라엘            | 2000년 4월 22일(24세)  | 2    | 0    | 스포르팅 CP           |
| 13   | DF   | 기예르모 바렐라            | 1993년 3월 24일(31세)  | 15   | 0    | 플라멩구              |
| 14   | FW   | 아구스틴 카노비오          | 1998년 10월 1일(25세)  | 12   | 1    | 아틀레치쿠 파라나엔시 |
| 15   | MF   | 페데리코 발베르데          | 1998년 7월 22일(25세)  | 56   | 6    | 레알 마드리드         |
| 16   | DF   | 마티아스 올리베라          | 1997년 10월 31일(26세) | 18   | 1    | 나폴리                |
| 17   | DF   | 마티아스 비냐              | 1997년 11월 9일(26세)  | 36   | 0    | 플라멩구              |
| 18   | FW   | 브리안 로드리게스          | 2000년 5월 20일(24세)  | 23   | 4    | 아메리카              |
| 19   | FW   | 다르윈 누녜스              | 1999년 6월 24일(24세)  | 23   | 11   | 리버풀                |
| 20   | FW   | 막시밀리아노 아라우호      | 2000년 2월 15일(24세)  | 8    | 1    | 톨루카                |
| 21   | MF   | 에밀리아노 마르티네스      | 1999년 8월 17일(24세)  | 2    | 0    | 미트윌란              |
| 22   | DF   | 니콜라스 마리찰            | 2001년 3월 17일(23세)  | 1    | 0    | 디나모 모스크바       |
| 23   | GK   | 산티아고 멜레              | 1997년 9월 6일(26세)   | 4    | 0    | 아틀레티코 후니오르   |
| 24   | DF   | 루카스 올라사              | 1994년 7월 21일(29세)  | 3    | 0    | 크라스노다르          |
| 25   | FW   | 크리스티안 올리베라        | 2002년 4월 17일(22세)  | 3    | 0    | 로스앤젤레스 FC       |
| 26   | FW   | 브리안 오캄포              | 1999년 6월 25일(24세)  | 1    | 0    | 카디스                |

### 파나마
- 감독:  토마스 크리스티안센

2024년 6월 14일, 파나마는 26명으로 구성된 최종 명단을 발표하였다. 6월 18일, 아니발 고도이가 부상으로 인해 대표팀에서 하차하였고, 하롤드 커밍스가 대체 발탁되었다.
| 번호 | 위치 | 선수                   | 생년월일 (나이)        | 출전 | 득점 | 소속                    |
| ---- | ---- | ---------------------- | ---------------------- | ---- | ---- | ----------------------- |
| 1    | GK   | 루이스 메히아          | 1991년 3월 16일(33세)  | 51   | 0    | 나시오날                |
| 2    | DF   | 세사르 블라크만        | 1998년 4월 2일(26세)   | 20   | 0    | 슬로반 브라티슬라바     |
| 3    | DF   | 호세 코르도바          | 2001년 6월 3일(23세)   | 14   | 0    | 노리치 시티             |
| 4    | DF   | 에두아르도 안데르손    | 2001년 1월 31일(23세)  | 6    | 0    | 사프리사                |
| 5    | MF   | 아브디엘 아야르사      | 1992년 9월 12일(31세)  | 27   | 4    | 시엔시아노              |
| 6    | MF   | 크리스티안 마르티네스  | 1997년 2월 6일(27세)   | 39   | 1    | 알잔달                  |
| 7    | MF   | 호세 루이스 로드리게스 | 1998년 6월 19일(26세)  | 47   | 6    | 파말리캉                |
| 8    | MF   | 아달베르토 카라스키야  | 1998년 11월 28일(25세) | 53   | 2    | 휴스턴 다이너모         |
| 9    | FW   | 에두아르도 게레로      | 2000년 2월 21일(24세)  | 9    | 0    | 조랴 루한스크           |
| 10   | MF   | 요엘 바르세나스 (주장) | 1993년 10월 23일(30세) | 83   | 7    | 마사틀란                |
| 11   | FW   | 이스마엘 디아스        | 1997년 5월 12일(27세)  | 36   | 9    | 우니베르시다드 카톨리카 |
| 12   | GK   | 세사르 사무디오        | 1994년 3월 26일(30세)  | 3    | 0    | 마라톤                  |
| 13   | MF   | 프레디 곤돌라          | 1995년 9월 18일(28세)  | 18   | 1    | 마카비 브네이 레이네    |
| 14   | MF   | 호바니 웰치            | 1999년 12월 7일(24세)  | 15   | 1    | 아카데미코 드 비제우    |
| 15   | DF   | 에릭 다비스            | 1991년 3월 31일(33세)  | 87   | 7    | 코시체                  |
| 16   | MF   | 카를로스 하르비        | 2000년 2월 3일(24세)   | 5    | 1    | 미네소타 유나이티드     |
| 17   | FW   | 호세 파하르도          | 1993년 8월 18일(30세)  | 46   | 9    | 우니베르시다드 카톨리카 |
| 18   | DF   | 오마르 발렌시아        | 2004년 6월 8일(20세)   | 2    | 0    | 뉴욕 레드불스           |
| 19   | DF   | 이반 안데르손          | 1997년 11월 24일(26세) | 11   | 1    | 포르탈레사              |
| 20   | DF   | 하롤드 커밍스          | 1992년 3월 1일(32세)   | 85   | 1    | 셀라후                  |
| 21   | MF   | 세사르 야니스          | 1996년 1월 28일(28세)  | 44   | 3    | 산카를로스              |
| 22   | GK   | 오를란도 모스케라      | 1994년 12월 25일(29세) | 23   | 0    | 마카비 텔아비브         |
| 23   | DF   | 마이켈 아미르 무리요   | 1996년 2월 11일(28세)  | 68   | 5    | 마르세유                |
| 24   | DF   | 에드하르도 파리냐      | 2001년 9월 21일(22세)  | 3    | 0    | 무니시팔                |
| 25   | DF   | 로데리크 밀레르        | 1992년 4월 3일(32세)   | 38   | 2    | 투란 토부스             |
| 26   | MF   | 카이세르 레니스        | 2000년 7월 23일(23세)  | 3    | 2    | 하과레스                |

### 볼리비아
- 감독:  안토니우 카를루스 사구

2024년 6월 2일, 볼리비아는 29명의 선수와 2명의 초청 선수로 구성된 예비 명단을 발표하였다. 6월 3일, 에프라인 모랄레스는 개인적인 문제로 인해 소집을 거부했으며, 이에 따라 세사르 로메로로 교체되었다. 6월 9일, 모이세스 파니아과는 부모 중 한 명이 대회 일정에 맞춰 미국 비자를 발급받지 못해 선수단에 합류하지 못할 것이라고 발표하였다. 6월 17일, 볼리비아의 최종 명단이 발표되었다.
| 번호 | 위치 | 선수                | 생년월일 (나이)        | 출전 | 득점 | 소속                     |
| ---- | ---- | ------------------- | ---------------------- | ---- | ---- | ------------------------ |
| 1    | GK   | 카를로스 람페       | 1987년 3월 17일(37세)  | 55   | 0    | 볼리바르                 |
| 2    | DF   | 헤수스 사그레도     | 1994년 3월 10일(30세)  | 9    | 0    | 볼리바르                 |
| 3    | DF   | 디에고 메디나       | 2002년 1월 13일(22세)  | 13   | 0    | 올웨이스 레디            |
| 4    | DF   | 루이스 아킨 (주장)  | 1997년 11월 15일(26세) | 34   | 1    | 폰치 프레타              |
| 5    | DF   | 아드리안 후시노     | 1992년 7월 9일(31세)   | 36   | 0    | 더 스트롱기스트          |
| 6    | MF   | 레오넬 후스티니아노 | 1992년 7월 2일(31세)   | 50   | 2    | 볼리바르                 |
| 7    | MF   | 미겔 테르세로스     | 2004년 4월 25일(20세)  | 12   | 1    | 산투스                   |
| 8    | FW   | 하우메 케야르       | 2001년 8월 23일(22세)  | 8    | 0    | 바르셀로나               |
| 9    | FW   | 세사르 메나초       | 1999년 8월 9일(24세)   | 4    | 0    | 블루밍                   |
| 10   | MF   | 라미로 바카         | 1999년 7월 1일(24세)   | 34   | 4    | 볼리바르                 |
| 11   | FW   | 카르멜로 알가라냐스 | 1996년 1월 27일(28세)  | 23   | 2    | 볼리바르                 |
| 12   | GK   | 구스타보 알마다     | 1994년 4월 29일(30세)  | 0    | 0    | 우니베르시타리오 데 빈토 |
| 13   | FW   | 루카스 차베스       | 2003년 4월 17일(21세)  | 3    | 0    | 볼리바르                 |
| 14   | MF   | 로브손 토메         | 2002년 5월 18일(22세)  | 2    | 0    | 올웨이스 레디            |
| 15   | MF   | 가브리엘 비야밀     | 2001년 6월 28일(22세)  | 17   | 0    | LDU 키토                 |
| 16   | MF   | 보리스 세스페데스   | 1995년 6월 19일(29세)  | 17   | 1    | 이베르동스포르           |
| 17   | DF   | 로베르토 페르난데스 | 1999년 7월 12일(24세)  | 35   | 1    | 발티카 칼리닌그라드      |
| 18   | FW   | 로드리고 라마요     | 1990년 10월 14일(33세) | 40   | 7    | 더 스트롱기스트          |
| 19   | FW   | 브루노 미란다       | 1998년 2월 10일(26세)  | 18   | 2    | 더 스트롱기스트          |
| 20   | MF   | 페르난도 사우세도   | 1990년 3월 15일(34세)  | 24   | 1    | 볼리바르                 |
| 21   | DF   | 호세 사그레도       | 1994년 3월 10일(30세)  | 54   | 1    | 볼리바르                 |
| 22   | MF   | 엑토르 케야르       | 2000년 8월 16일(23세)  | 8    | 0    | 올웨이스 레디            |
| 23   | GK   | 기예르모 비스카라   | 1993년 2월 7일(31세)   | 21   | 0    | 더 스트롱기스트          |
| 24   | DF   | 마르셀로 수아레스   | 2001년 8월 29일(22세)  | 8    | 0    | 올웨이스 레디            |
| 25   | DF   | 요마르 로차         | 2003년 6월 21일(20세)  | 3    | 0    | 볼리바르                 |
| 26   | MF   | 아달리드 테라사스   | 2000년 8월 25일(23세)  | 0    | 0    | 올웨이스 레디            |

## D조

### 브라질
- 감독: 도리바우 주니오르

2024년 5월 10일, 브라질은 23명의 최종 명단을 발표했다. 이후 CONMEBOL이 최종 명단을 26명으로 확대하기로 결정하며 3명의 선수를 추가해 최종 명단을 완성했다. 또한 골키퍼 에데르송이 부상으로 인해 하파에우로 교체되었다.
| 번호 | 위치 | 선수                  | 생년월일 (나이)        | 출전 | 득점 | 소속                  |
| ---- | ---- | --------------------- | ---------------------- | ---- | ---- | --------------------- |
| 1    | GK   | 알리송                | 1992년 10월 2일(31세)  | 65   | 0    | 리버풀                |
| 2    | DF   | 다닐루 (주장)         | 1991년 7월 15일(32세)  | 57   | 1    | 유벤투스              |
| 3    | DF   | 에데르 밀리탕         | 1998년 1월 18일(26세)  | 31   | 2    | 레알 마드리드         |
| 4    | DF   | 마르키뉴스            | 1994년 5월 14일(30세)  | 85   | 7    | 파리 생제르맹         |
| 5    | MF   | 브루누 기마랑이스     | 1997년 11월 16일(26세) | 22   | 1    | 뉴캐슬 유나이티드     |
| 6    | DF   | 웬데우                | 1993년 7월 20일(30세)  | 3    | 0    | 포르투                |
| 7    | FW   | 비니시우스 주니오르   | 2000년 7월 12일(23세)  | 30   | 3    | 레알 마드리드         |
| 8    | MF   | 루카스 파케타         | 1997년 8월 27일(26세)  | 46   | 10   | 웨스트햄 유나이티드   |
| 9    | FW   | 엔드리키              | 2006년 7월 21일(17세)  | 6    | 3    | 파우메이라스          |
| 10   | FW   | 호드리구              | 2001년 1월 9일(23세)   | 23   | 6    | 레알 마드리드         |
| 11   | FW   | 하피냐                | 1996년 12월 14일(27세) | 23   | 6    | 바르셀로나            |
| 12   | GK   | 벤투                  | 1999년 6월 10일(25세)  | 2    | 0    | 아틀레치쿠 파라나엔시 |
| 13   | DF   | 얀 코투               | 2002년 6월 3일(22세)   | 4    | 0    | 지로나                |
| 14   | DF   | 가브리에우 마갈량이스 | 1997년 12월 19일(26세) | 6    | 1    | 아스널                |
| 15   | MF   | 주앙 고메스           | 2001년 2월 12일(23세)  | 4    | 0    | 울버햄프턴 원더러스   |
| 16   | DF   | 길례르미 아라나       | 1997년 4월 14일(27세)  | 7    | 0    | 아틀레치쿠 미네이루   |
| 17   | DF   | 루카스 베라우두       | 2003년 11월 24일(20세) | 3    | 0    | 파리 생제르맹         |
| 18   | MF   | 도글라스 루이스       | 1998년 5월 9일(26세)   | 15   | 0    | 애스턴 빌라           |
| 19   | MF   | 안드레아스 페레이라   | 1996년 1월 1일(28세)   | 5    | 1    | 풀럼                  |
| 20   | FW   | 사비우                | 2004년 4월 10일(20세)  | 3    | 0    | 지로나                |
| 21   | FW   | 이바니우송            | 1999년 10월 6일(24세)  | 1    | 0    | 포르투                |
| 22   | FW   | 가브리엘 마르티넬리   | 2001년 6월 18일(23세)  | 11   | 2    | 아스널                |
| 23   | GK   | 하파에우              | 1989년 6월 23일(34세)  | 0    | 0    | 상파울루              |
| 24   | MF   | 에데르송              | 1999년 7월 7일(24세)   | 1    | 0    | 아탈란타              |
| 25   | DF   | 브레메르              | 1997년 3월 18일(27세)  | 5    | 0    | 유벤투스              |
| 26   | FW   | 페페                  | 1997년 2월 24일(27세)  | 2    | 0    | 포르투                |

### 콜롬비아
- 감독:  네스토르 로렌소

2024년 6월 14일, 콜롬비아는 26명으로 구성된 최종 명단을 발표하였다.
| 번호 | 위치 | 선수                     | 생년월일 (나이)        | 출전 | 득점 | 소속             |
| ---- | ---- | ------------------------ | ---------------------- | ---- | ---- | ---------------- |
| 1    | GK   | 다비드 오스피나          | 1988년 8월 31일(35세)  | 128  | 0    | 알나스르         |
| 2    | DF   | 카를로스 쿠에스타        | 1999년 3월 9일(25세)   | 14   | 0    | 헹크             |
| 3    | DF   | 혼 루쿠미                | 1998년 6월 26일(25세)  | 19   | 0    | 볼로냐           |
| 4    | DF   | 산티아고 아리아스        | 1992년 1월 13일(32세)  | 57   | 0    | 바이아           |
| 5    | MF   | 케빈 카스타뇨            | 2000년 9월 29일(23세)  | 9    | 0    | 크라스노다르     |
| 6    | MF   | 리차르드 리오스          | 2000년 6월 2일(24세)   | 7    | 1    | 파우메이라스     |
| 7    | FW   | 루이스 디아스            | 1997년 1월 13일(27세)  | 49   | 12   | 리버풀           |
| 8    | MF   | 호르헤 카라스칼          | 1998년 5월 25일(26세)  | 14   | 2    | 디나모 모스크바  |
| 9    | FW   | 미겔 보르하              | 1993년 1월 26일(31세)  | 28   | 8    | 리버 플레이트    |
| 10   | MF   | 하메스 로드리게스 (주장) | 1991년 7월 12일(32세)  | 100  | 27   | 상파울루         |
| 11   | MF   | 존 아리아스              | 1997년 9월 21일(26세)  | 15   | 3    | 플루미넨시       |
| 12   | GK   | 카밀로 바르가스          | 1989년 3월 9일(35세)   | 23   | 0    | 아틀라스         |
| 13   | DF   | 예리 미나                | 1994년 9월 24일(29세)  | 44   | 7    | 칼리아리         |
| 14   | FW   | 존 듀란                  | 2003년 12월 13일(20세) | 9    | 1    | 애스턴 빌라      |
| 15   | MF   | 마테우스 우리베          | 1991년 3월 21일(33세)  | 55   | 6    | 알사드           |
| 16   | MF   | 제퍼슨 레르마            | 1994년 10월 25일(29세) | 43   | 1    | 크리스털 팰리스  |
| 17   | DF   | 요한 모히카              | 1992년 8월 21일(31세)  | 25   | 1    | 오사수나         |
| 18   | FW   | 루이스 시니스테라        | 1999년 6월 17일(25세)  | 13   | 4    | 본머스           |
| 19   | FW   | 라파엘 산토스 보레       | 1995년 9월 15일(28세)  | 33   | 6    | 인테르나시오나우 |
| 20   | MF   | 후안 페르난도 킨테로     | 1993년 1월 18일(31세)  | 35   | 4    | 라싱             |
| 21   | DF   | 다니엘 무뇨스            | 1996년 5월 26일(28세)  | 27   | 1    | 크리스털 팰리스  |
| 22   | MF   | 야세르 아스프리야        | 2003년 11월 19일(20세) | 5    | 2    | 왓퍼드           |
| 23   | DF   | 다빈손 산체스            | 1996년 6월 12일(28세)  | 59   | 1    | 갈라타사라이     |
| 24   | FW   | 존 코르도바              | 1993년 5월 11일(31세)  | 4    | 2    | 크라스노다르     |
| 25   | GK   | 알바로 몬테로            | 1995년 3월 29일(29세)  | 8    | 0    | 미요나리오스     |
| 26   | DF   | 데이베르 마차도          | 1992년 9월 2일(31세)   | 10   | 0    | 랑스             |

### 파라과이
- 감독:  다니엘 가르네로

2024년 6월 15일, 파라과이는 26명으로 구성된 최종 명단을 발표하였다.
| 번호 | 위치 | 선수                     | 생년월일 (나이)        | 출전 | 득점 | 소속                   |
| ---- | ---- | ------------------------ | ---------------------- | ---- | ---- | ---------------------- |
| 1    | GK   | 카를로스 코로넬          | 1996년 12월 29일(27세) | 8    | 0    | 뉴욕 레드불스          |
| 2    | DF   | 이반 라미레스            | 1994년 12월 8일(29세)  | 5    | 0    | 리베르타드             |
| 3    | DF   | 오마르 알데레테          | 1996년 12월 26일(27세) | 17   | 0    | 헤타페                 |
| 4    | DF   | 마티아스 에스피노사      | 1997년 9월 19일(26세)  | 4    | 0    | 리베르타드             |
| 5    | DF   | 파비안 발부에나          | 1991년 8월 23일(32세)  | 38   | 2    | 디나모 모스크바        |
| 6    | DF   | 후니오르 알론소          | 1993년 2월 9일(31세)   | 53   | 2    | 크라스노다르           |
| 7    | FW   | 데를리스 곤살레스        | 1994년 3월 20일(30세)  | 50   | 9    | 올림피아               |
| 8    | MF   | 다미안 보바디야          | 2001년 7월 11일(22세)  | 1    | 0    | 상파울루               |
| 9    | FW   | 아담 바레이로            | 1996년 7월 26일(27세)  | 5    | 0    | 산로렌소               |
| 10   | MF   | 미겔 알미론              | 1994년 2월 10일(30세)  | 55   | 7    | 뉴캐슬 유나이티드      |
| 11   | FW   | 앙헬 로메로              | 1992년 7월 4일(31세)   | 43   | 8    | 코린치앙스             |
| 12   | GK   | 알프레도 아길라르        | 1988년 7월 18일(35세)  | 3    | 0    | 스포르티보 루케뇨      |
| 13   | DF   | 네스토르 히메네스        | 1997년 7월 24일(26세)  | 1    | 0    | 리베르타드             |
| 14   | MF   | 안드레스 쿠바스          | 1996년 5월 22일(28세)  | 19   | 0    | 밴쿠버 화이트캡스      |
| 15   | DF   | 구스타보 고메스 (주장)   | 1993년 5월 6일(31세)   | 73   | 4    | 파우메이라스           |
| 16   | MF   | 마티아스 로하스          | 1995년 11월 3일(28세)  | 18   | 1    | 인터 마이애미          |
| 17   | MF   | 알레한드로 로메로 가마라 | 1995년 1월 11일(29세)  | 19   | 5    | 알아인                 |
| 18   | FW   | 알렉스 아르세            | 1995년 6월 16일(29세)  | 2    | 0    | LDU 키토               |
| 19   | FW   | 훌리오 엔시소            | 2004년 1월 23일(20세)  | 13   | 0    | 브라이턴 & 호브 앨비언 |
| 20   | MF   | 리차르드 산체스          | 1996년 3월 29일(28세)  | 34   | 1    | 아메리카               |
| 21   | MF   | 파브리시오 페랄타        | 2002년 8월 2일(21세)   | 1    | 0    | 세로 포르테뇨          |
| 22   | GK   | 로드리고 모리니고        | 1998년 10월 7일(25세)  | 0    | 0    | 리베르타드             |
| 23   | MF   | 마티아스 비야산티        | 1997년 1월 24일(27세)  | 36   | 0    | 그레미우               |
| 24   | FW   | 라몬 소사                | 1999년 8월 31일(24세)  | 9    | 0    | 타예레스               |
| 25   | DF   | 구스타보 벨라스케스      | 1991년 4월 17일(33세)  | 1    | 0    | 뉴얼스 올드 보이스     |
| 26   | MF   | 에르네스토 카바예로      | 1991년 4월 9일(33세)   | 2    | 0    | 리베르타드             |

### 코스타리카
- 감독:  구스타보 알파로

2024년 6월 11일, 코스타리카는 26명으로 구성된 최종 명단을 발표하였다.
| 번호 | 위치 | 선수                   | 생년월일 (나이)       | 출전 | 득점 | 소속                 |
| ---- | ---- | ---------------------- | --------------------- | ---- | ---- | -------------------- |
| 1    | GK   | 케빈 차모로            | 2000년 4월 8일(24세)  | 11   | 0    | 사프리사             |
| 2    | DF   | 헤랄드 타일로르        | 2001년 5월 28일(23세) | 5    | 1    | 사프리사             |
| 3    | DF   | 헤일란드 미첼          | 2004년 9월 29일(19세) | 4    | 0    | 알라후엘렌세         |
| 4    | DF   | 후안 파블로 바르가스   | 1995년 6월 6일(29세)  | 22   | 3    | 미요나리오스         |
| 5    | DF   | 페르난 파에론          | 2000년 8월 22일(23세) | 2    | 0    | 에레디아노           |
| 6    | DF   | 훌리오 카스칸테        | 1993년 10월 3일(30세) | 8    | 1    | 오스틴 FC            |
| 7    | FW   | 안토니 콘트레라스      | 2000년 1월 29일(24세) | 27   | 4    | 파포스               |
| 8    | DF   | 호세프 모라            | 1993년 1월 15일(31세) | 9    | 0    | 사프리사             |
| 9    | FW   | 만프레드 우갈데        | 2002년 5월 25일(22세) | 10   | 3    | 스파르타크 모스크바  |
| 10   | MF   | 브란돈 아길레라        | 2003년 6월 28일(20세) | 16   | 0    | 브리스틀 로버스      |
| 11   | MF   | 아리엘 라시테르        | 1994년 9월 27일(29세) | 21   | 1    | CF 몽레알            |
| 12   | FW   | 조엘 캠벨              | 1992년 6월 26일(31세) | 139  | 27   | 알라후엘렌세         |
| 13   | MF   | 헤페르손 브레네스      | 1997년 4월 13일(27세) | 12   | 1    | 사프리사             |
| 14   | MF   | 오를란도 갈로          | 2000년 8월 11일(23세) | 16   | 3    | 에레디아노           |
| 15   | DF   | 프란시스코 칼보 (주장) | 1992년 7월 8일(31세)  | 93   | 11   | 후아레스             |
| 16   | MF   | 알레한드로 브란        | 2001년 3월 5일(23세)  | 6    | 0    | 미네소타 유나이티드  |
| 17   | FW   | 와렌 마드리갈          | 2004년 7월 24일(19세) | 12   | 1    | 사프리사             |
| 18   | GK   | 아론 크루스            | 1991년 5월 25일(33세) | 4    | 0    | 에레디아노           |
| 19   | FW   | 케네스 바르가스        | 2002년 4월 17일(22세) | 6    | 0    | 하트 오브 미들로디언 |
| 20   | MF   | 호시마르 알코세르      | 2004년 7월 7일(19세)  | 11   | 1    | 베스테를로           |
| 21   | FW   | 알바로 사모라          | 2002년 3월 9일(22세)  | 11   | 1    | 아리스               |
| 22   | DF   | 악셀 키로스            | 1998년 6월 3일(26세)  | 7    | 0    | 에레디아노           |
| 23   | GK   | 파트리크 세케이라      | 1999년 3월 1일(25세)  | 5    | 0    | 이비사               |
| 24   | FW   | 안디 로하스            | 2005년 12월 5일(18세) | 1    | 1    | 에레디아노           |
| 25   | DF   | 예이손 몰리나          | 1996년 1월 25일(28세) | 1    | 0    | 과나카스테카         |
| 26   | DF   | 더글라스 세케이라      | 2003년 9월 16일(20세) | 0    | 0    | 사프리사             |